# Nissan Primera (P11)
Uzasadnienie: to tylko generacja samochodu
Druga generacja samochodu Nissan Primera zaprezentowana w 1995. Na rynek japoński model trafił z końcem tego samego roku, w Europie w październiku 1996. Do napędu służyły jednostki benzynowe o pojemności od 1.6 do 2.0 l i jeden silnik Diesla. We wrześniu 1997 roku pojawiła się delikatnie zmieniona wersja (P11-120), oraz zadebiutowało nadwozie kombi. We wrześniu 1999 przeprowadzony został głęboki facelifting modelu. Nowa wersja została oznaczona jako P11-144. Podobnie jak w przypadku I generacji, w oparciu o Primerę P11 powstała bardziej luksusowa odmiana modelu pod marką Infiniti – G20 P11. Produkcję drugiej generacji Primery zakończono w czerwcu 2002 roku, wraz z wprowadzeniem trzeciej generacji (P12)

## Primera P11 (1996–1997)

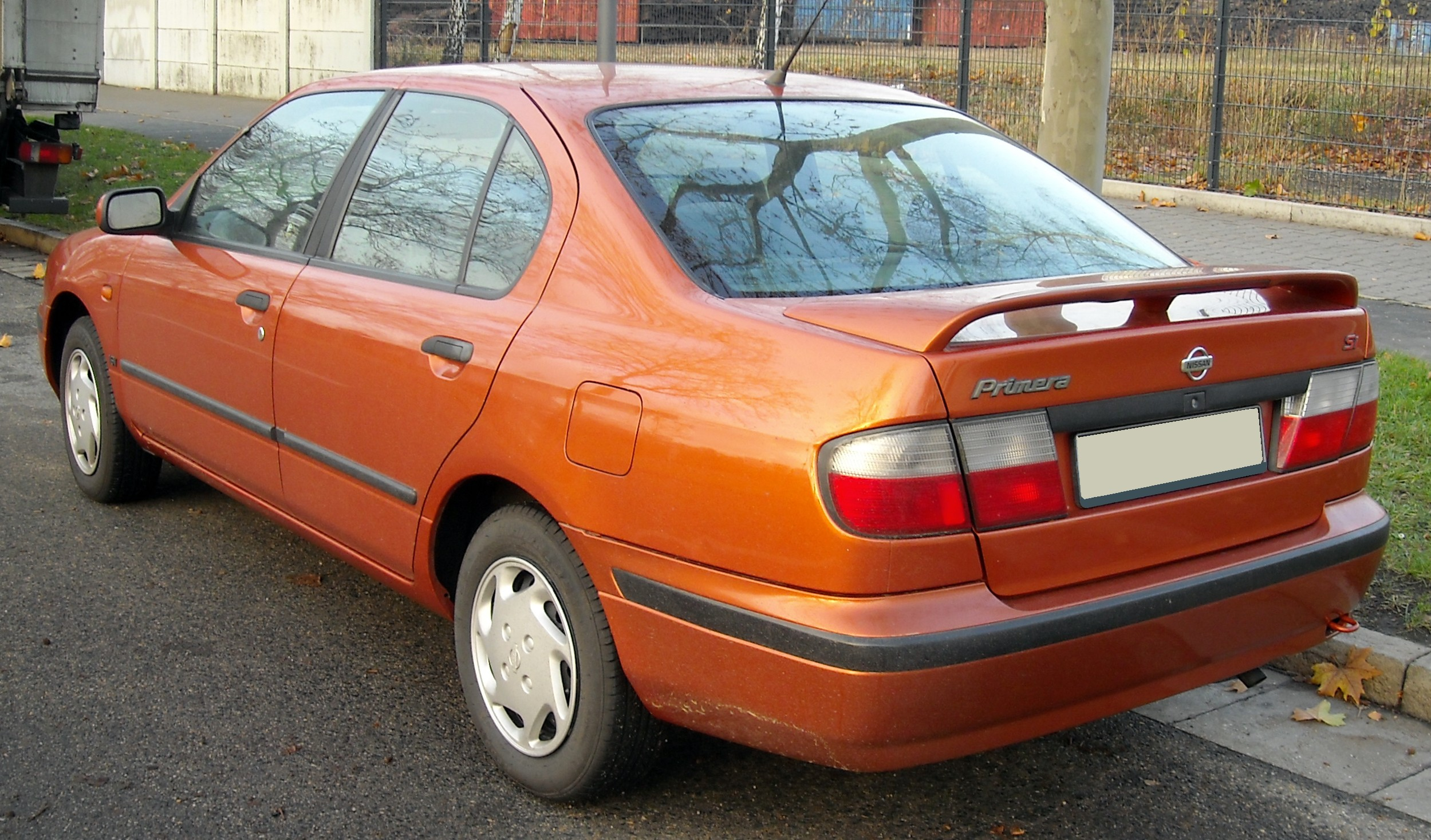
P11 sedan (1996-1997)
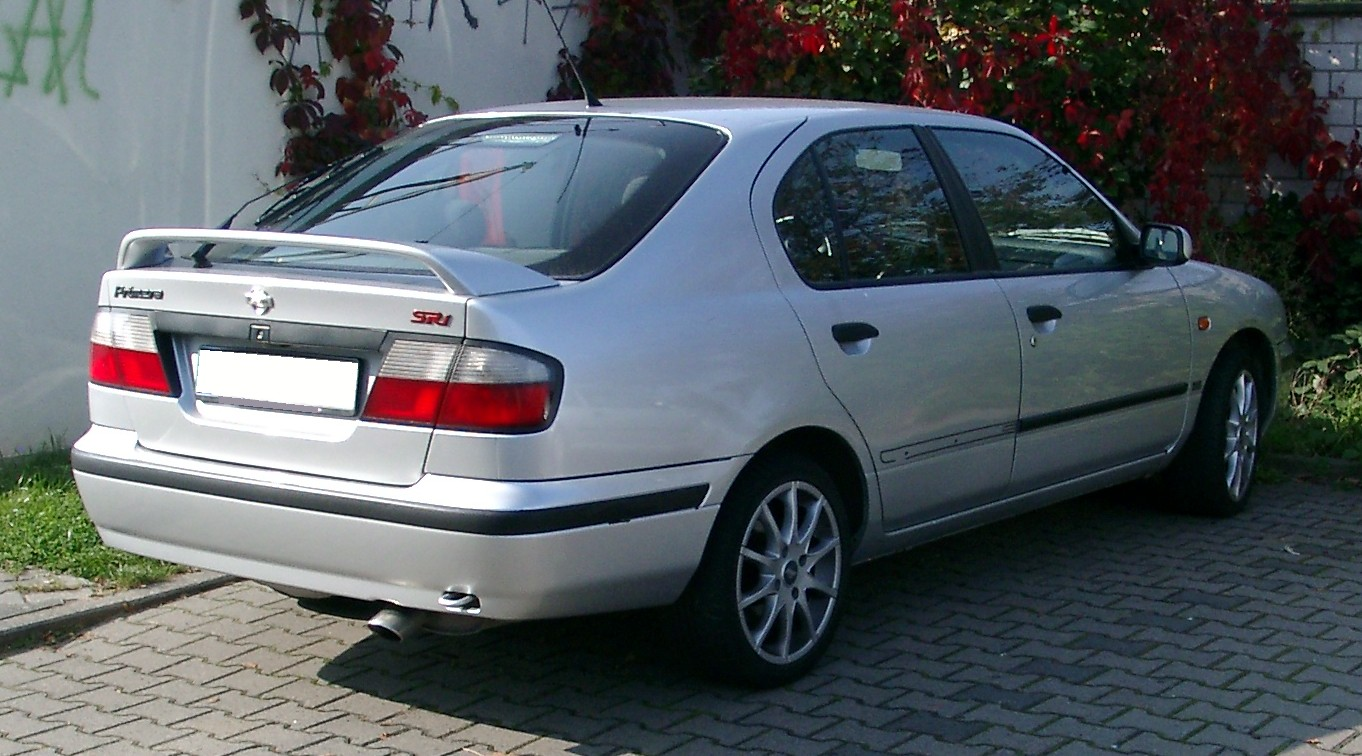
P11 liftback (1996-1997)

### Wersje wyposażenia
- LX

Najuboższa wersja wyposażenia, dostępna tylko z nadwoziem typu sedan i silnikiem GA16DE z manualną, pięciobiegową skrzynią biegów. Za dopłatą dostępny ABS i poduszka powietrzna pasażera.
- GX

Podstawowa wersja dla nadwozia typu liftback, wersja dostępna również w sedanie. Oferowana z silnikami GA16DE, SR20De i CD20T i manualną, pięciobiegową skrzynią biegów (dla silnika SR20De czterobiegowa skrzynia automatyczna dostępna jako opcja).
W stosunku do wersji LX wzbogacona o zderzaki w kolorze nadwozia z kontrastowym czarnym pasem, listwy boczne (w kolorze czarnym), ręcznie podnoszony fotel kierowcy, tylne zagłówki z regulacją wysokości, oznaczenie wersji wyposażenia na klapie bagażnika, klimatyzację manualną i szersze koła 185/65 R14 86H. W wersji z silnikiem SR20De standardem są tarcze hamulcowe z tyłu.
- Si/SRi

Delikatnie usportowione wersje, dostępne w obu typach nadwozia, wyposażone wyłącznie w silnik GA16DE (Si) albo SR20De (SRi) z manualną pięciobiegową skrzynią biegów.
W stosunku do wersji GX wzbogacone o lusterka w kolorze nadwozia, tylny spojler, sportowe siedzenia z przodu, regulację oparcia w części lędźwiowej, kieszeń w oparciu fotela, inne zagłówki z przodu i ramkę wskaźników w szarym kolorze. W wersji SRi większe i szersze koła stalowe – 195/60 R15 88V.
- SLX

Bogatsza wersja wyposażenia dostępna w obu typach nadwozia, wyposażona w silniki GA16DE, SR20De i CD20T z manualną, pięciobiegową skrzynią biegów (skrzynia automatyczna dla silnika SR20De dostępna jako opcja).
W stosunku do wersji GX wzbogacona o elektrycznie sterowane lusterka w kolorze nadwozia, regulację oparcia w części lędźwiowej, podłokietnik środkowy na tylnej kanapie, elektryczne szyby przednie, zamek sterowany pilotem, podświetlanie schowka na rękawiczki, pokrywę schowka środkowego, oświetlenie z przodu kabiny, dwa dodatkowe głośniki, tylną popielniczkę, uchwyty w podsufitce i regulację podświetlenia przyrządów.
- SE

Najbogatsza wersja wyposażenia. Dostępna zarówno w nadwoziu sedan, jak i liftback. Dostępna wyłącznie z silnikiem SR20De i manualną, pięciobiegową skrzynią biegów. Skrzynia automatyczna dostępna jako opcja.
W stosunku do wersji SLX wzbogacona o przednie lampy przeciwmgielne, podgrzewanie lusterek, regulację pracy wycieraczek, zderzaki w kolorze nadwozia bez czarnego pasa, listwy boczne w kolorze nadwozia, koła aluminiowe, chromowane klamki drzwi, ABS, poduszkę powietrzną pasażera, kieszeń w oparciu fotela, elektryczne szyby tylne, wykończenie imitujące drewno, podświetlenie lusterka w ochronie przeciwsłonecznej, komputer pokładowy z termometrem, czujnik niskiego poziomu płynu do spryskiwaczy, czujnik niedomkniętych drzwi i większe koła aluminiowe – 195/60 R15 88V. Opcjonalnie dostępna jest tapicerka skórzana.

### Dane techniczne

#### Silniki[1][2][3]
|                                | 1.6 (Niemcy)                     | 1.6                              | 2.0 (Niemcy)                      | 2.0                               | 2.0 GT                             | 2.0 TD                           |
| Rok produkcji                  | 06/1996–08/1997                  | 06/1996–08/1997                  | 06/1996–08/1997                   | 06/1996–08/1997                   | 04/1997–08/1997                    | 06/1996–08/1997                  |
| Warianty karoserii             | sedan, liftback                  | sedan, liftback                  | sedan, liftback                   | sedan, liftback                   | sedan, liftback                    | sedan, liftback                  |
| Rodzaj silnika                 | DOHC R4/16V benzynowy            | DOHC R4/16V benzynowy            | DOHC R4/16V benzynowy             | DOHC R4/16V benzynowy             | DOHC R4/16V benzynowy              | OHC R4/8V turbodiesel            |
| Oznaczenie silnika             | GA16DE                           | GA16DE                           | SR20De                            | SR20De                            | SR20DEH                            | CD20T                            |
| Średnica cylindra × skok tłoka | 76,0 × 88,0 mm                   | 76,0 × 88,0 mm                   | 86,0 × 86,0 mm                    | 86,0 × 86,0 mm                    | 86,0 × 86,0 mm                     | 84,5 × 88,0 mm                   |
| Pojemność silnika              | 1597 cm³                         | 1597 cm³                         | 1998 cm³                          | 1998 cm³                          | 1998 cm³                           | 1974 cm³                         |
| Stopień sprężania              | 9,8:1                            | 9,8:1                            | 10,0:1                            | 10,0:1                            | 10,0:1                             | 22,2:1                           |
| Moc maks.                      | 90 KM (66 kW) przy 6000 obr./min | 99 KM (73 kW) przy 6000 obr./min | 115 KM (85 kW) przy 5600 obr./min | 131 KM (96 kW) przy 5600 obr./min | 150 KM (110 kW) przy 6100 obr./min | 90 KM (66 kW) przy 4400 obr./min |
| Maks. moment obrotowy          | 136 N·m przy 4000 obr./min       | 136 N·m przy 4000 obr./min       | 166 N·m przy 4800 obr./min        | 173 N·m przy 4800 obr./min        | 181 N·m przy 4800 obr./min         | 177 N·m przy 2400 obr./min       |
| Prędkość maks.                 | 178 km/h                         | 180 km/h                         | 198 km/h                          | 205 km/h                          | 218 km/h                           | 174 km/h                         |
| 0–100 km/h                     | 12 s                             | 11,7 s                           | 9,8 s                             | 9,6 s                             | 8,6 s                              | 13,9 s                           |
| Spalanie (l/100 km)            | 9,6/5,9/7,3                      | 9,3/5,6/6,9                      | 10,3/6,3/7,9                      | 10,7/6,3/7,9                      | 10,9/6,4/8,1                       | 8,6/5,7/6,7                      |

## Primera P11 Wagon (1997–1999)

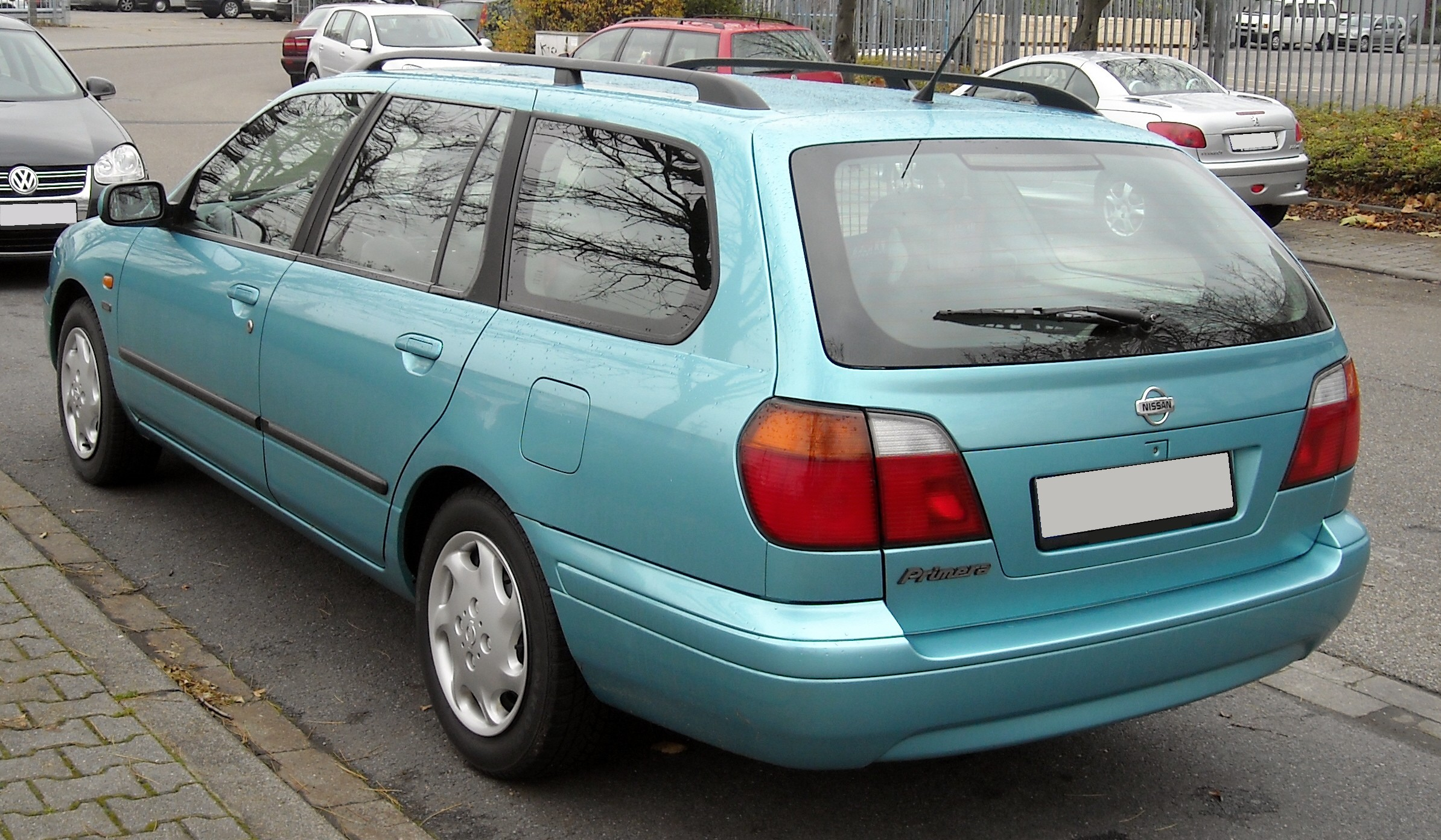
Primera P11 w wersji kombi

### Wersje wyposażenia (dane dla sedana i liftbacka)
- LX

Najuboższa wersja wyposażenia, dostępna tylko z nadwoziem typu sedan i silnikiem GA16DE z manualną, pięciobiegową skrzynią biegów. W stosunku do wersji LX z 1996 roku wzbogacona o zderzaki w kolorze nadwozia z czarnym pasem, ABS, poduszkę powietrzną pasażera, oznaczenie wersji na klapie bagażnika, szersze koła 185/65 R15 88H i tylne hamulce tarczowe. Za dopłatą dostępne boczne poduszki powietrzne.
- GX

Podstawowa wersja dla nadwozia typu liftback, wersja dostępna również w sedanie. Oferowana z silnikami GA16DE, SR20De i CD20T i manualną, pięciobiegową skrzynią biegów (dla silnika SR20De czterobiegowa skrzynia automatyczna dostępna jako opcja).
W stosunku do wersji GX z 1996 roku wzbogacona o ABS, poduszkę powietrzną pasażera, pokrywę schowka środkowego, miejsca na kubek w konsoli środkowej, tylną popielniczkę, uchwyty w podsufitce, klimatyzację manualną, inne koła 185/65 R15 88H i tylne hamulce tarczowe. Za dopłatą dostępne boczne poduszki powietrzne.
- Si

Delikatnie usportowiona wersja, dostępna w obu typach nadwozia, wyposażona wyłącznie w silnik GA16DE z manualną pięciobiegową skrzynią biegów.
W stosunku do wersji Si z 1996 roku wzbogacona o ABS, poduszkę powietrzną pasażera, pokrywę schowka środkowego, miejsca na kubek w konsoli środkowej, tylną popielniczkę, uchwyty w podsufitce, koła 185/65 R15 88H i tylne hamulce tarczowe w standardzie. Za dopłatą dostępne boczne poduszki powietrzne.
- SRi

Odpowiednik wersji Si, wyposażony wyłącznie w silnik SR20De z manualną pięciobiegową skrzynią biegów. Tym razem cechuje go wyraźnie bogatsze wyposażenie w porównaniu do wersji Si z silnikiem GA16DE.
W stosunku do wersji SRi z 1996 roku wzbogacony o elektrycznie sterowane lusterka w kolorze nadwozia, podgrzewanie lusterek, zderzaki w kolorze nadwozia bez czarnego pasa, klamki w kolorze nadwozia, ABS, koło kierownicy obszyte skórą, poduszkę powietrzną pasażera, pokrywę schowka środkowego, miejsca na kubek w konsoli środkowej, tylną popielniczkę, dźwignię zmiany biegów obszytą skórą, uchwyty w podsufitce, termometr, regulację podświetlenia przyrządów, czujnik niskiego poziomu płynu do spryskiwaczy, czujnik niedomkniętych drzwi i zmodyfikowaną charakterystykę zawieszenia. Za dopłatą dostępne boczne poduszki powietrzne.
- SLX

Bogatsza wersja wyposażenia dostępna w obu typach nadwozia, wyposażona w silniki GA16DE, SR20De i CD20T z manualną, pięciobiegową skrzynią biegów (skrzynia automatyczna dla silnika SR20De dostępna jako opcja).
W stosunku do wersji SLX z 1996 roku wzbogacona o podgrzewanie lusterek, zderzaki w kolorze nadwozia bez czarnego pasa, klamki w kolorze nadwozia, ABS, poduszkę powietrzną pasażera, miejsca na kubek w konsoli środkowej, koła 185/65 R15 88H i tylne hamulce tarczowe w standardzie. Za dopłatą dostępne boczne poduszki powietrzne.
- SE

Najbogatsza niesportowa wersja wyposażenia. Dostępna zarówno w nadwoziu sedan, jak i liftback. Dostępna wyłącznie z silnikiem SR20De i manualną, pięciobiegową skrzynią biegów. Skrzynia automatyczna dostępna jako opcja.
W stosunku do wersji SE z 1996 roku wzbogacona o koło kierownicy obszyte skórą, boczne poduszki powietrzne, miejsca na kubek w konsoli środkowej i dźwignię zmiany biegów obszytą skórą.
- GT

Bardzo bogato wyposażona wersja sportowa, oferowana w nadwoziu sedan i liftback, wyłącznie z silnikiem SR20DEH z manualną, pięciobiegową skrzynią biegów. Zadebiutowała w 1997 roku.
Jako jedyna oferowała m.in. spojlery na obu zderzakach i po bokach nadwozia, specjalną tapicerkę GT, czy szare tarcze zegarów.

### Dane techniczne
| Silniki                        | 1.6                              | 2.0                               | 2.0 GT/TopSport/STW                | 2.0 TD                           |
| Rok produkcji                  | 1997–1999                        | 1997–1999                         | 1997–1999                          | 1997–1999                        |
| Warianty karoserii             | sedan, liftback, kombi           | sedan, liftback, kombi            | sedan, liftback                    | sedan, liftback, kombi           |
| Rodzaj silnika                 | DOHC R4/16V benzynowy            | DOHC R4/16V benzynowy             | DOHC R4/16V benzynowy              | OHC R4/8V turbodiesel            |
| Oznaczenie silnika             | GA16DE                           | SR20De                            | SR20DEH                            | CD20T                            |
| Średnica cylindra × skok tłoka | 76,0 × 88,0 mm                   | 86,0 × 86,0 mm                    | 86,0 × 86,0 mm                     | 84,5 × 88,0 mm                   |
| Pojemność silnika              | 1597 cm³                         | 1998 cm³                          | 1998 cm³                           | 1974 cm³                         |
| Stopień sprężania              | 9,8:1                            | 10,0:1                            | 10,0:1                             | 22,2:1                           |
| Moc maks.                      | 99 KM (73 kW) przy 6000 obr./min | 131 KM (96 kW) przy 5600 obr./min | 150 KM (110 kW) przy 6100 obr./min | 90 KM (66 kW) przy 4400 obr./min |
| Maks. moment obrotowy          | 136 Nm przy 4000 obr./min        | 170 Nm przy 4800 obr./min         | 181 Nm przy 4800 obr./min          | 177 Nm przy 2400 obr./min        |
| Prędkość maks.                 | 180/175 km/h                     | 205/200 km/h (198/190 km/h)       | 218 km/h                           | 174/170 km/h                     |
| 0–100 km/h                     | 11,7/12,8 s                      | 9,6/10,5 s (11,2/11,7 s)          | 8,6 s                              | 13,9/14,6 s                      |
| Spalanie (l/100 km)            | 9,3/5,6/6,9                      | 10,7/6,3/7,9                      | 10,9/6,4/8,1                       | 8,6/5,7/6,7                      |

## Primera P11-144 (1999–2002)

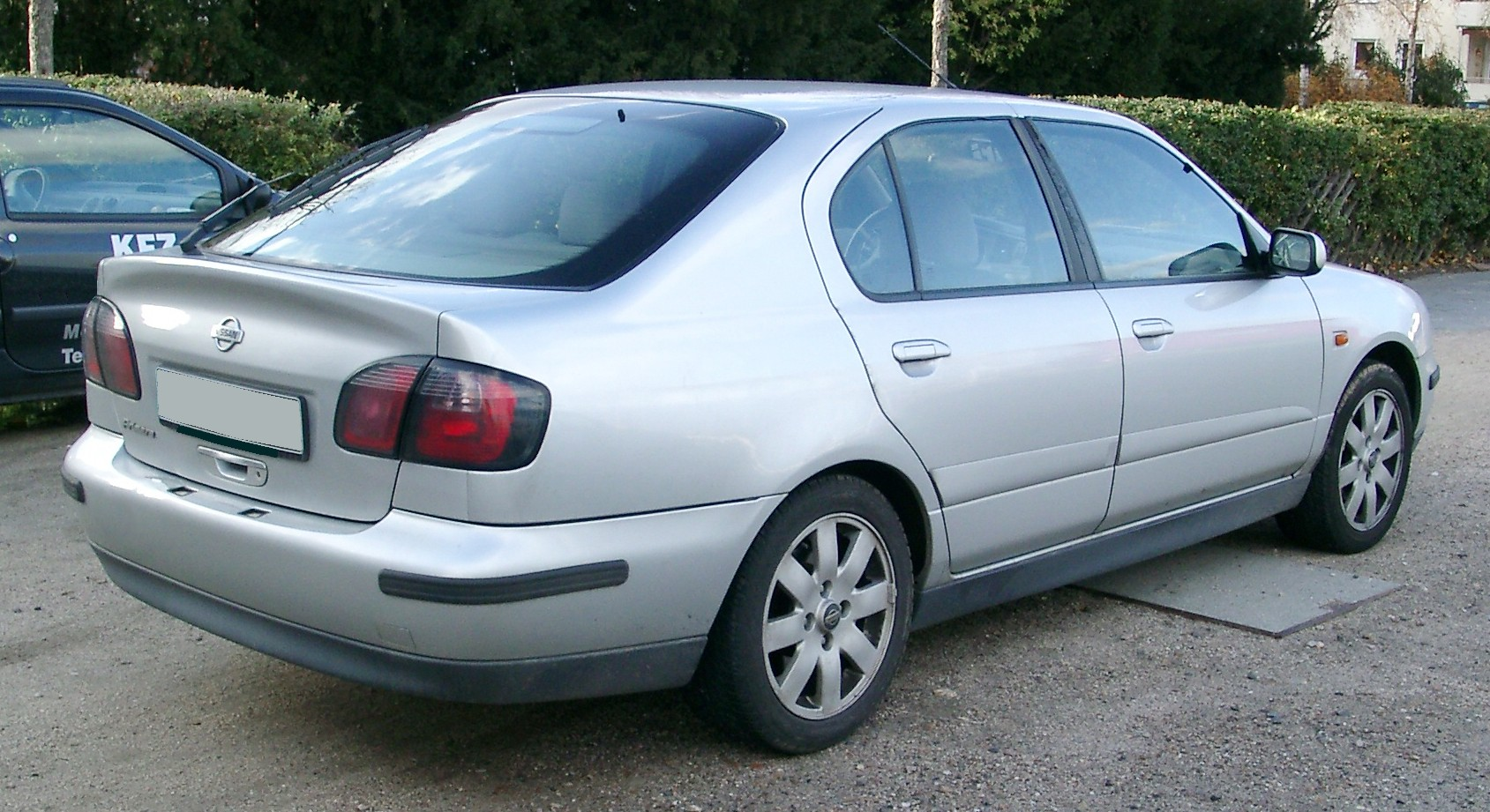
P11-144 liftback
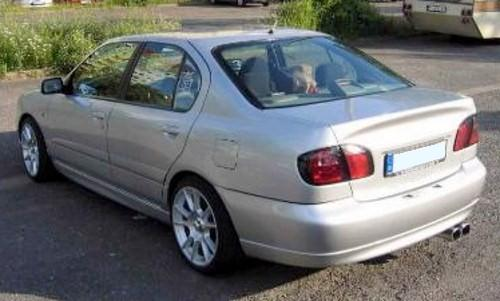
P11-144 sedan
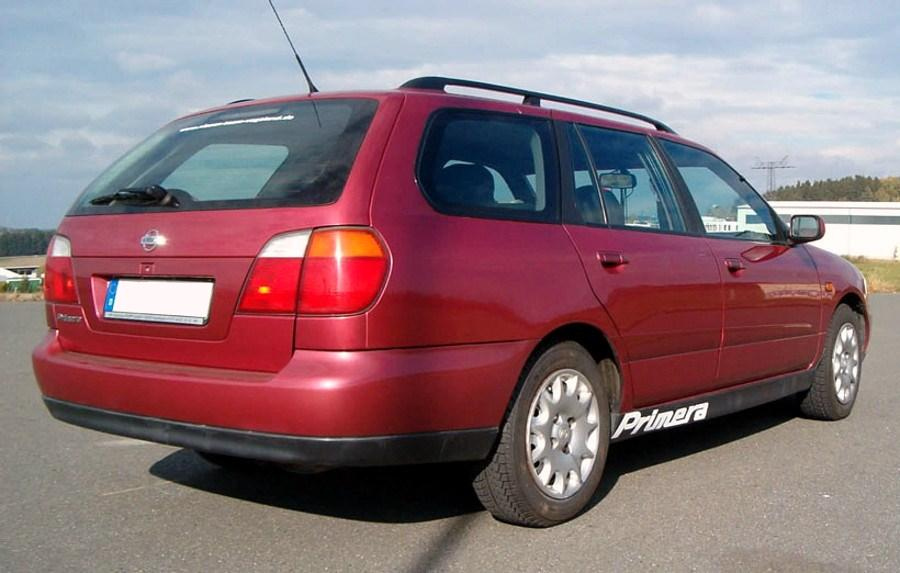
P11-144 Traveller

### Dane techniczne
| Silniki                        | 1.6                              | 1.6                               | 1.8                               | 2.0                                | 2.0 TD                           |
| Rok produkcji                  | 1999–2001                        | 2001–2002                         | 1999–2002                         | 1999–2002                          | 1999–2002                        |
| Warianty karoserii             | sedan, liftback, kombi           | sedan, liftback                   | sedan, liftback, kombi            | sedan, liftback, kombi             | sedan, liftback, kombi           |
| Rodzaj silnika                 | DOHC R4/16V benzynowy            | DOHC R4/16V benzynowy             | DOHC R4/16V benzynowy             | DOHC R4/16V benzynowy              | OHC R4/8V turbodiesel            |
| Oznaczenie silnika             | GA16DE                           | QG16DE                            | QG18DE                            | SR20DE                             | CD20T                            |
| Średnica cylindra × skok tłoka | 76,0 × 88,0 mm                   | 76,0 × 88,0 mm                    | 80,0 × 88,0 mm                    | 86,0 × 86,0 mm                     | 84,5 × 88,0 mm                   |
| Pojemność silnika              | 1597 cm³                         | 1597 cm³                          | 1769 cm³                          | 1998 cm³                           | 1974 cm³                         |
| Stopień sprężania              | 9,8:1                            | ?                                 | 9,5:1                             | 10,0:1                             | 22,2:1                           |
| Moc maks.                      | 99 KM (73 kW) przy 6000 obr./min | 106 KM (78 kW) przy 6000 obr./min | 113 KM (83 kW) przy 5600 obr./min | 140 KM (103 kW) przy 5800 obr./min | 90 KM (66 kW) przy 4400 obr./min |
| Maks. moment obrotowy          | 136 Nm przy 4000 obr./min        | 140 Nm przy 4000 obr./min         | 158 Nm przy 2800 obr./min         | 181 Nm przy 4800 obr./min          | 177 Nm przy 2400 obr./min        |
| Prędkość maks.                 | 180/176 km/h                     | 186 km/h                          | 196/191 km/h                      | 210/205 km/h (202/195 km/h)        | 175/170 km/h                     |
| 0–100 km/h                     | 12/12,8 s                        | 12 s                              | 11/11,7 s                         | 9,6/11,5 s (11,5/12 s)             | 14/14,6 s                        |
| Spalanie (l/100 km)            | 9,3/5,6/6,9                      | 9,8/5,8/7,3                       | 9,8/5,8/7,3                       | 11,4/6,2/8,1                       | 8,6/5,7/6,7                      |